# Бариле
Бариле (итал. Barile) — коммуна в Италии, расположена в регионе Базиликата, подчиняется административному центру Потенца.
Население составляет 3229 человек, плотность населения составляет 135 чел./км². Занимает площадь 24 км². Почтовый индекс — 85022. Телефонный код — 0972.
Покровительницей коммуны почитается Пресвятая Богородица (Madonna di Costantinopoli), празднование 9 мая.